# Archibald Lockhart
Archibald „Archie“ Lockhart (* 23. Oktober 1875 in Caldwell, Renfrewshire, Schottland, Vereinigtes Königreich; † 26. Januar 1941 in Kitchener, Ontario, Kanada) war ein kanadischer Curler. 
Lockhart spielte als Second der kanadischen Ontario-Mannschaft bei den III. Olympischen Winterspielen 1932 in Lake Placid im Curling. Die Mannschaft gewann die olympische Silbermedaille. Da Curling damals noch eine Demonstrationssportart war, besitzt die Medaille keinen offiziellen Status.

## Erfolge
- 2. Platz Olympische Winterspiele 1932 (Demonstrationswettbewerb)